# تقدمية
التقدمية هي فلسفة سياسية عامة تدعم أو تعمل لصالح الإصلاحات التدريجية الاجتماعية والسياسية والاقتصادية من خلال الإجراءات الحكومية. ظهرت التقدمية الحديثة كجزء من استجابة عامة أكبر للتغييرات الاجتماعية الضخمة التي أحدثها التصنيع.
ويقع هذا المذهب في منطقة يسار الوسط في الطيف السياسي وهو في مقابل مذهب المحافظين اليمينيين والمذهب الثوري اليساري، فالأول يقاوم التغييرات عامة التي يدعمها والأخير يرفض المنهج التدريجي.

## معلومات تاريخية
بدأت الحركة التقدمية في أواخر القرن التاسع عشر وأوائل القرن العشرين في تلك المدن التي بها عاملون بالتسويات ومصلحون مهتمون بمساعدة من يواجهون ظروفًا قاسية سواء في المنزل أو العمل. وأعلن المطالبون بالإصلاح عن ضرورة وجود قوانين تنظم الإسكان وعمل الأطفال، كما طالبوا بتحسين ظروف عمل المرأة.
تم تنظيم الأحزاب السياسية مثل الحزب التقدمي في بداية القرن العشرين، وتم انتهاج المذهب التقدمي من قبل إدارات رؤساء أمريكيين مثل ثيودور روزفلت وودرو ويلسون وفرانكلين ديلانو روزفلت وليندون بينز جونسون. بالإضافة إلى أنه في أوروبا وكندا عادة ما تستخدم مصطلح «التقدمية» مجموعات ليست بالضرورة تنتمي لليسار. وأخذ الحزب الديمقراطي التقدمي في جمهورية أيرلندا اسمه من «التقدمية» على الرغم من اعتباره ينتمي ليمين الوسط أو الليبرالية الكلاسيكية. وكان الحزب الديمقراطي التقدمي في الأساس جماعة سياسية غير متجانسة في الاتحاد الأوروبي.
وفي الوقت الحالي يستخدم مصطلح التقدمية لوصف سلسلة واسعة من الآراء المرتبطة بالحركات السياسية اليسارية.

## حسب البلد

### أستراليا
خلال السنوات القليلة الماضية، استخدم مصطلح «تقدمي» في أستراليا للإشارة إلى «الطريقة الثالثة.» وهذا المصطلح شائع في أستراليا وغالبًا ما يستخدم في موضع «الليبرالية الاجتماعية»، كما ارتبط مصطلح «الليبرالية» بالأسواق الحرة والحكومة الصغيرة أي «الليبرالية الكلاسيكية.» وتستخدم التقدمية في التمييز بين النظام السياسي ثنائي الحزب لليبرالية الكلاسيكية الاقتصادية كالحزب الليبرالي وحزب حماية طبقة العمال كحزب العمل.
ويمثل حزب حزب الخضر الأسترالي أكبر ثالث حزب سياسي في البلاد حيث انتهت الانتخابات بحصوله على 12% و9 أعضاء في مجلس الشيوخ وعضو منتخب حديثا في مجلس النواب الأسترالي (تم انتخابه في الانتخابات الفيدرالية الأسترالية 2010). يتبنى الحزب أيديولوجيات تقدمية جنبًا إلى جنب مع الديمقراطية الشعبية والديمقراطية التشاركية.

### كندا
بدأ تدفق الأخبار السياسية في كندا بنهاية القرن التاسع عشر. تأسس الحزب التقدمي الكندي في عام 1920 على يد توماس كريرار، الذي كان يعمل [وزيرًا للزراعة في حكومة الحزب الاتحادي برئاسة روبرت بوردن. واستقال كريرار من الحكومة في عام 1919 لأن وزير المالية توماس وايت قدم ميزانية لم تخصص ما يكفي من المال لقضايا الفلاحين، وبذلك أصبح كريرار أول زعيم للحزب التقدمي وقاده ليفوز بعدد 65 مقعدًا في 1921 انتخابات عامة، وحل في المرتبة الثانية (قبل حزب الممحافظين القديم). كما انحاز الحزب التقدمي بشدة للأحزاب الإقليمية لاتحاد المزارعين في عدة أقاليم، وبالرغم من ذلك لم يتمكن التقدميون من عقد مؤتمرات حزبية معهم وسرعان ما انفصل نواب البرلمان الذين لديهم ميول تقدمية والناخبون عن التقدميين والتحقوا بحزب الأحرار واتحاد الكومنولث التعاوني (الذي سُمي فيما بعد الحزب الديمقراطي الجديد).
ويرجع تاريخ أقدم حزب سياسي كندي إلى عام 1854 حزب المحافظين. وبعد السقوط الذريع الذي تعرض له الحزب في انتخابات 1935 في أثناء أصعب فترات الكساد العظيم كان الحزب بلا قيادة وافتقر للأفكار الجديدة. وأجرى الحزب قرعة وعيّن رئيس وزراء ولاية مانيتوبا جون براكين رئيسًا لحزب «المزارعون المتحدون» بالمقاطعة لمدة طويلة والذي وافق أن يصبح قائدًا للمحافظين شريطة أن يضيف الحرب كلمة التقدمي إلى اسمه. تبنى الحزب الاسم ليصبح «الحزب التقدمي المحافظ» والذي احتفظ به حتى تم حل الحزب في عام 2003، وعلى الرغم من تغير اسم الحزب استمر التقدميون في دعم الأحزاب الأخرى.
خلال النقاش حول اندماج حزب المحافظين التقدمي مع التحالف في (2003) تسبب معنى الكلمة في حدوث خلاف مرة أخرى. ومنذ توقف حزب المحافظين عن استخدام كلمة «التقدمي» في اسمه فيدراليًا، فقد استخدم المصطلح كمرادف لأحزاب «الوسط ويسار الوسط»، وكان هذا واضحا في النقاش الذي دار حول الاندماج المحتمل بين الحزب الوطني والليبراليين، أو في مناقشات التصويت الإستراتيجي بين المصوتين اليساريين.
وعلى مستوى المقاطعات في ألبرتا، فإن عنصر «التقدمية» في الحزب التقدمي المحافظ (PC) قد تم استخدامه من أليسون ريدفورد في الإعلانات لمهاجمة ما ادعى أن لديهم طبيعة «رجعية» من حزب ويلدروس في انتخابات 2012. وتحدى الزعيم الليبرالي راج شيرمان حق الحزب التقدمي المحافظ في الاحتفاظ بالاسم.

### الهند
في الهند، يوجد عدد كبير من الأحزاب السياسية الوطنية بالدولة. كما أن التحالف الوطني الديمقراطي (NDA) والتحالف التقدمي المتحد (UPA) حزبان متحالفان في الهند وكان يضم من قبل الأحزاب اليسارية ويميل نحو الاشتراكية و/أو الشيوعية لكن حيث إن الإصلاحات الاقتصادية حدثت في عام 1991 صنف الحزبان الوطنيان نفسيهما على أنهما أحزاب إصلاحية يمينية لها ميول رأسمالية. وبالتالي يجوز تفسير مصطلح «التقدمي» على أنه فُسر بشكل مختلف في الهند حيث إن الشيوعية لم تكن فرعًا من الفكر الذي لعب دورًا هامًا في الحركة التقدمية الغربية الأصلية. وعلاوة على ذلك، على المستوى الاجتماعي لا تؤسس الأحزاب اليسارية في الهند السياسات التي من شأنها أن تعتبر تقدمية في الغرب، على الرغم من أن هذه السياسات في ما يخص النظام الطبقي وحقوق العمال وحقوق المرأة هي الآن أكثر تقدمية من الأحزاب الهندية غير التقدمية. كما أن حزب بهاراتيا جاناتا والمؤتمر الوطني الهندي حاليًا عضوان رئيسيان في التحالف الوطني الديموقراطي والتحالف التقدمي المتحد على التوالي.

### نيوزيلندا
يركز الحزب التقدمي الجديد النيوزلندي بقيادة جيم أنديرتون بشكل خاص على إيجاد فرص عمل وتحقيق عمالة كاملة والبيئة والتعليم المجاني ورفع السن القانوني لتناول المواد الكحولية ليصبح 20 عامًا. وكان الحزب عضوًا صغيرًا في الائتلاف الحاكم في نيوزيلندا 2005-2008 خلال الفترة الثانية والثالثة من حكومة حزب العمل النيوزلندي الخامسة. واستمر التحالف في المعارضة حتى بعد 2008 election.
تم تشكيل حزب الخضر التقدمي في عام 1995 على أنه حزب يميني اقتصادي «رأسمالي بيئي» لحماية البيئة. وبعد الأداء الضعيف في انتخابات عام 1996، لم يخض الحزب أية انتخابات أخرى، وتم حل الحزب حاليًا.

### أوكرانيا
يعتبر الحزب الاشتراكي التقدمي الأوكراني (Prohresivna Sotsjalistychna Partiya Ukrayiny/Progressivnaya Sotsialističeskaja Partiya Ukrajiny, Прогресивна соціалістична партія України) أحد الأحزاب السياسية في أوكرانيا أسسته ناتاليا فيترينكو، وهي عضو سابق في الحزب الاشتراكي الأوكراني في عام 1995. ويدعم الحزب التقدمي الاشتراكي في أوكرانيا، وهو حزب شعبي يساري راديكالي، التكامل مع روسيا وروسيا البيضاء كبديل عن الاتحاد الأوروبي. وعادة ما يقوم الحزب الاشتراكي التقدمي الأوكراني بعقد حملات مناهضة لحلف الناتو وصندوق النقد الدولي ومؤيدة لروسيا. وخلال الانتخابات البرلمانية عام 1998 حصل الحزب على 4% من أصوات الناخبين وحلت مرشحته في الانتخابية الرئاسية عام 1999 نتاليا فيترينكو في المرتبة الرابعة. حيت حصلت على 10.97% من أصوات الناخبين في الدورة الأولى.
وفي 2002 الانتخابات البرلمانية التشريعية أنشا الحزب تحالف نتاليا فيترينكو بلوك بما في ذلك Partija Osvitjan Ukrajiny. وحصل على 3.22% من الأصوات وذلك أقل من حاجز 4% المطلوب لدخول البرلمان الأوكراني. وكان الحزب الاشتراكي التقدمي الأوكراني من أشد المعارضين للرئيس ليونيد كوتشما ودعم فيكتور يانوكوفيتش رئيس وزراء أوكرانيا في 2002 خلال الانتخابات الرئاسية عام 2004. وبعد الثورة البرتقالية عام 2004 انضم الحزب لمعارضة الرئيس الجديد فيكتور يوشينكو بالاتحاد مع حزب «ديرزهافا» (دولة) تحت قيادة المدعي العام الأوكراني السابق غينادي فاسيلييف.
وفي الانتخابات البرلمانية عام 2006 فشل الحزب مرة أخرى في الحصول على مقاعد برلمانية وشارك في كتلة نتاليا فيترينكو للمعاضة الشعبية. في الانتخابات البرلمانية عام 2007 فشل الحزب مرة أخرى في دخول البرلمان.

### المملكة المتحدة
في المملكة المتحدة، توجد العديد من الأحزاب التي ادعت أنها تقدمية بما في ذلك حزب العمال والحزب الليبرالي الديموقراطي والحزب الوطني الأسكتلندي وحزب بلايد خيمرو (أي حزب ويلز) وحزب الخضر في إنجلترا وويلز. وادعى التحالف الحالي بين المحافظين والحزب الليبرالي الديمقراطي أنه تقدمي كذلك.

#### أسكتلندا
أطلق اسم الحزب التقدمي على المنظمة السياسية البلدية المنحلة والتي تعمل في الحكومة المحلية الأسكتلندية في القرن العشرين والمرتكزة على الحزب الاتحادي والليبراليين الأسكتلنديين والمستقلين. كما تم إنشاء حزب التقدميون الأسكتلندي بنفس الاسم المسجل للحزب المنحل عام 2007.
ونادرًا ما كانت الأحزاب السياسية الوطنية تنشط فيما يتعلق بالسياسات المحلية لكن أدى ظهور حزب العمال إلى عملية تسييس حزب الحكومة الخاص. في البداية كان حزب العمل يعارض التقدميون قبل دخول الأحزاب السياسية الوطنية الأخرى انتخابات الحكومة المحلية بشكل كبير.
وتم تشكيل الحزب التقدمي ليكون تحالفًا فضفاضًا يضم الليبراليين، والنقابيين والمستقلين غير الرسميين. وبخلاف التركيز على المناطق الحضرية، فإن جوهر التجمعات التقدمية المعارضة لسياسات وإدارة حزب العمال بالإضافة إلى الرغبة في تجنب تقسيم الأصوات المضادة لحزب العمال.
تشكلت التجمعات التقدمية في إدنبره في 1928 وفي غلاسكو في 1936 قبل انتشارها في مدن وبلدان أخرى. وكانت تنحدر في الأساس عن صغار رجال الأعمال المعارضين لما يعتبرونه اشتراكية بلدية وإدارة حزب العمال. وهيمنت على الساحة السياسية المحلية الأسكتلندية لما يقرب من خمسين عامًا وخلال أواخر عام 1972، تم تأسيس مجلس إدنبرة من 21 من التقدميين و9 محافظين و33 من العمال و5 لبراليين.

### الولايات المتحدة

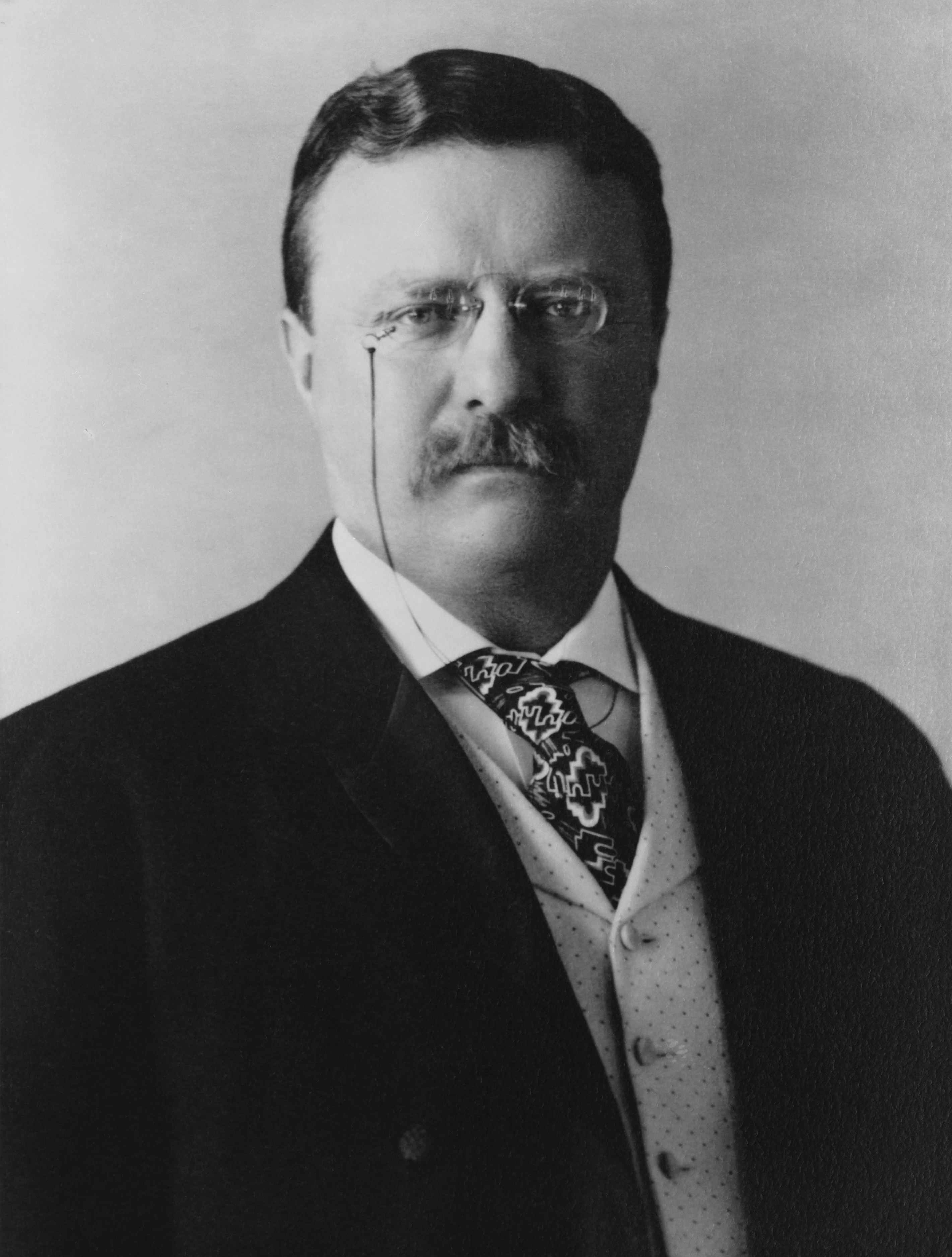
ثيودور روزفلت (1858-1919) كان رئيسًا خلال عصر الحقبة التقدمية من التاريخ الأمريكي.

في الولايات المتحدة كانت هناك فترات عديدة تطورت فيها الأحزاب السياسية التقدمية. وظهر أول هذه الأحزاب في بداية القرن العشرين تقريبًا. وشهدت هذه الفترة الظهور البارز للحزب التقدمي الذي تأسس عام 1912 على يد الرئيس ثيودور روزفلت. وكان الحزب التقدمي من أنجح الأحزاب كحزب ثالث في التاريخ الأمريكي الحديث. تأسس عام 1924 وولم يحقق الحزب التقدمي الذي تأسس في عام 1948 نفس نجاح نسخة 1912. كما أن هناك حزبان تقدميان بارزان بالولايات: مثل الحزب التقدمي بويسكونسن والحزب التقدمي بفيرمونت. ولا يزال الأخير يعمل حتى الآن ويشغل مواقع متعددة حاليًا في حكومة الولاية.
وحاليًا هناك أعضاء من حزب الخضر بالولايات المتحدة يعرفون أنفسهم غالبًا على أنهم تقدميون ليبراليون. وفي الكونغرس الأمريكي يعتبر تجمع الحزب التقدمي من الأجنحة الأكثر ليبرالية في الحزب الديمقراطي وغالبًا ما يكون معارضًا للديمقراطيين الأكثر وسطية أو محافظة والذين شكلوا تجمع بلو دوجز. كما أنه في معارضة شبه مستمرة الحزب الجمهوري. على الرغم من ذلك، فقد نادى الجمهوريون لمدة طويلة بفرض المزيد من الضرائب التصاعدية ودعمت قيادتهم ذلك بما فيهم بروس بارتليت وبول أونيل وديفيد ستوكمان وشيلا بير. وكذلك نادى كاتب صحيفة وول ستريت الجمهوري بيجي نونا في عموده إلى تجديد التركيز على الوظائف بدلاً من الديون وعجز الميزانية.

## العلاقة مع الأيديولوجيات السياسية الأخرى

### الليبرالية
غالبًا ما يستخدم مصطلح «التقدمية» هذه الأيام بدلاً من مصطلح «الليبرالية.» وعلى الرغم من ترابط المصطلحين بطريقة ما فإنهما أيدلوجيتان سياسيتان منفصلتان ولا يجب استخدامهما بالتبادل أحدهما مكان الآخر. في الولايات المتحدة على وجه الخصوص يميل مصطلح «التقدمية» إلى أن يكون بنفس قيمة المصطلح الأوروبي ديمقراطي اجتماعي وهو مصطلح نادرًا ما يستخدم في اللغة السياسية الأمريكية.
قد يكون السبب الجزئي وراء هذا الخلط في الولايات المتحدة إلى كون الطيف السياسي مزدوج الأبعاد، حيث إن الليبرالية الاشتراكية هي مبدأ التقدمية الحديثة والليبرالية الاقتصادية (وما يرتبط بها من تخفيف القيود الحكومية) ليست كذلك. ووفقًا لجون هالبين كبير مستشاري العاملين بمركز يسار الوسط مركز التقدم الأمريكي، فإن مصطلح «التقدمية يعني التوجه نحو السياسة. وهي ليست أيديولوجية طويلة الأمد مثل الليبرالية لكنه مفهوم له جذور تاريخية... يقبل العالم بكونه ديناميكيًا».
وتأسست الثقافة الليبرالية في النهاية على الاعتقاد بأن الهدف الأعظم للحكومة هو حماية الحقوق. وغالبًا ما يطلق على الليبراليين يساريون" في مقابل "اليمينيين" المحافظين. وتميل المدرسة التقدمية، كفرع فريد من الفكر السياسي المعاصر، إلى مناصرة بعض آراء يسار الوسط أو اليسار والتي قد تتعارض مع الاتجاه الليبرالي السائد على الرغم من حقيقة أن الليبرالية الحديثة والتقدمية ربما لا تزال تدعم - على حد سواء - الكثير من السياسات المشابهة (مثل مفهوم الحرب كملاذ عام أخير).
يميل التقدميون الأمريكيون إلى فرض ضرائب تصاعدية ويعارضون ما يصفونه بالنمو والتأثير السلبي للشركات الكبيرة. وعادة ما يتفق التقدميون على النطاق الدولي مع الليبرالية اليسارية في دعمهم للعمل المنظم والنقابات العمالية ويرغبون عادة في إدخال الأجر المعيشي ويدعمون إيجاد نظام الرعاية الصحية الشاملة. في الولايات المتحدة، غالبًا ما يتصارع الليبراليون والتقدميون وهم في العموم المصوتون الأساسيون للحزب الديموقراطي الذي لديه سياسة «الخيمة الكبيرة» مع الجمع بين الأيديولوجيات المتشابهة إن لم تكن متطابقة في كتل تصويتية كبيرة. ويدعم الكثير من التقدميين كذلك حزب الخضر أو الأحزاب المحلية مثل حزب فيرمونت التقدمي. وفي كندا، يدعم الليبراليون في العادة الحزب الليبرالي الوطني بينما يدعم التقدميون الحزب الديمقراطي الجديد الذي حقق نجاحًا تقليديًا في الانتخابات الإقليمية في مانيتوبا وساسكاتشوان وكولومبيا البريطانية منذ الانتخابات الفيدرالية الأخيرة في كيبيك.